# Quanto Mais Quente Melhor
Quanto mais Quente melhor br/pt (no original em inglês Some Like It Hot) é um filme de comédia musical e policial estadunidense de 1959, dirigido, produzido e coescrito por Billy Wilder. A obra é estrelada por Marilyn Monroe, Tony Curtis e Jack Lemmon, com participações de George Raft, Pat O'Brien, Joe E. Brown, Joan Shawlee e Nehemiah Persoff em papéis coadjuvantes. O roteiro, assinado por Wilder e I. A. L. Diamond, baseia-se no filme francês de 1935 Fanfare of Love, com roteiro de Robert Thoeren e Michael Logan.
A trama acompanha dois músicos (Curtis e Lemmon) que se disfarçam de mulheres para escapar de mafiosos em Chicago, após testemunharem um assassinato durante a era da Lei Seca nos anos 1920.
Quanto mais Quente melhor estreou com enorme sucesso de crítica e público, sendo amplamente considerado um dos maiores filmes de todos os tempos.  Recebeu seis indicações ao Oscar, incluindo Melhor Ator, Melhor Diretor e Melhor Roteiro Adaptado, vencendo na categoria de Melhor Figurino. Em 1989, foi selecionado pela Biblioteca do Congresso dos Estados Unidos como um dos primeiros 25 filmes preservados no Registro Nacional de Filmes por sua importância cultural, histórica e estética.

## Sinopse
Durante a Lei Seca em Chicago, dois músicos, Joe (Tony Curtis) e Jerry (Jack Lemmon), testemunham um assassinato cometido por mafiosos e, para escapar, se disfarçam de mulheres e se juntam a uma banda feminina que viaja para Miami. Enquanto mantêm seus disfarces, Joe finge ser um herdeiro rico para conquistar Sugar (Marilyn Monroe), a vocalista da banda, e Jerry lida com as investidas de Osgood (Joe E. Brown), um milionário apaixonado por sua persona feminina. A situação se complica quando os mafiosos os encontram no hotel, mas Joe e Jerry conseguem escapar em um iate junto com Sugar e Osgood, culminando em revelações inesperadas e finais cômicos.

## Produção

### Pré-produção
Billy Wilder escreveu o roteiro de Some Like It Hot em colaboração com I. A. L. Diamond. A trama foi baseada em um roteiro de Robert Thoeren e Michael Logan para o filme francês de 1935 Fanfare of Love. Como o roteiro original não pôde ser localizado, Walter Mirisch, produtor do filme, encontrou uma cópia do remake alemão de 1951. Both films follow the story of two musicians in search of work, Ele adquiriu os direitos do roteiro, permitindo que Wilder desenvolvesse uma nova história, adicionando a subtrama envolvendo gângsteres.
Para preparar Tony Curtis e Jack Lemmon para seus papéis, o estúdio contratou Barbette, uma famosa drag queen, para treiná-los. O elenco também incluiu Marilyn Monroe, que negociou um contrato de 10% da bilheteria acima de US$ 4 milhões. Curtis recebeu 5% acima de US$ 2 milhões, enquanto Wilder começaria a receber sua participação de 17,5% do lucro assim que o filme cobrisse seus custos totais, e essa porcentagem aumentaria para 20% após um determinado nível de lucro ser atingido.

### Escolha do elenco
Billy Wilder descobriu Tony Curtis durante as filmagens de Houdini (1953) e considerou-o ideal para o papel de Joe, afirmando: “Ele era muito bonito, e quando ele diz a Marilyn que é da família Shell Oil, ela precisava acreditar".  Inicialmente, Frank Sinatra foi cogitado para o papel de Jerry, mas não compareceu aos testes. Outros nomes considerados foram Jerry Lewis e Danny Kaye. Por fim, Wilder escolheu Jack Lemmon, após vê-lo em Operation Mad Ball. A parceria entre Wilder e Lemmon resultou em outros sucessos, como The Apartment, além de filmes que incluíram Walter Matthau.
Curiosamente, Wilder e Diamond não esperavam que uma estrela do calibre de Marilyn Monroe interpretasse Sugar. “Mitzi Gaynor era nossa escolha inicial”, revelou Wilder. Quando souberam que Monroe queria o papel, não hesitaram em contratá-la. Wilder e Monroe já haviam colaborado em The Seven Year Itch (1955).
O filme também marcou o retorno de George Raft a um grande filme, sendo seu primeiro papel significativo em anos.

### Filmagem

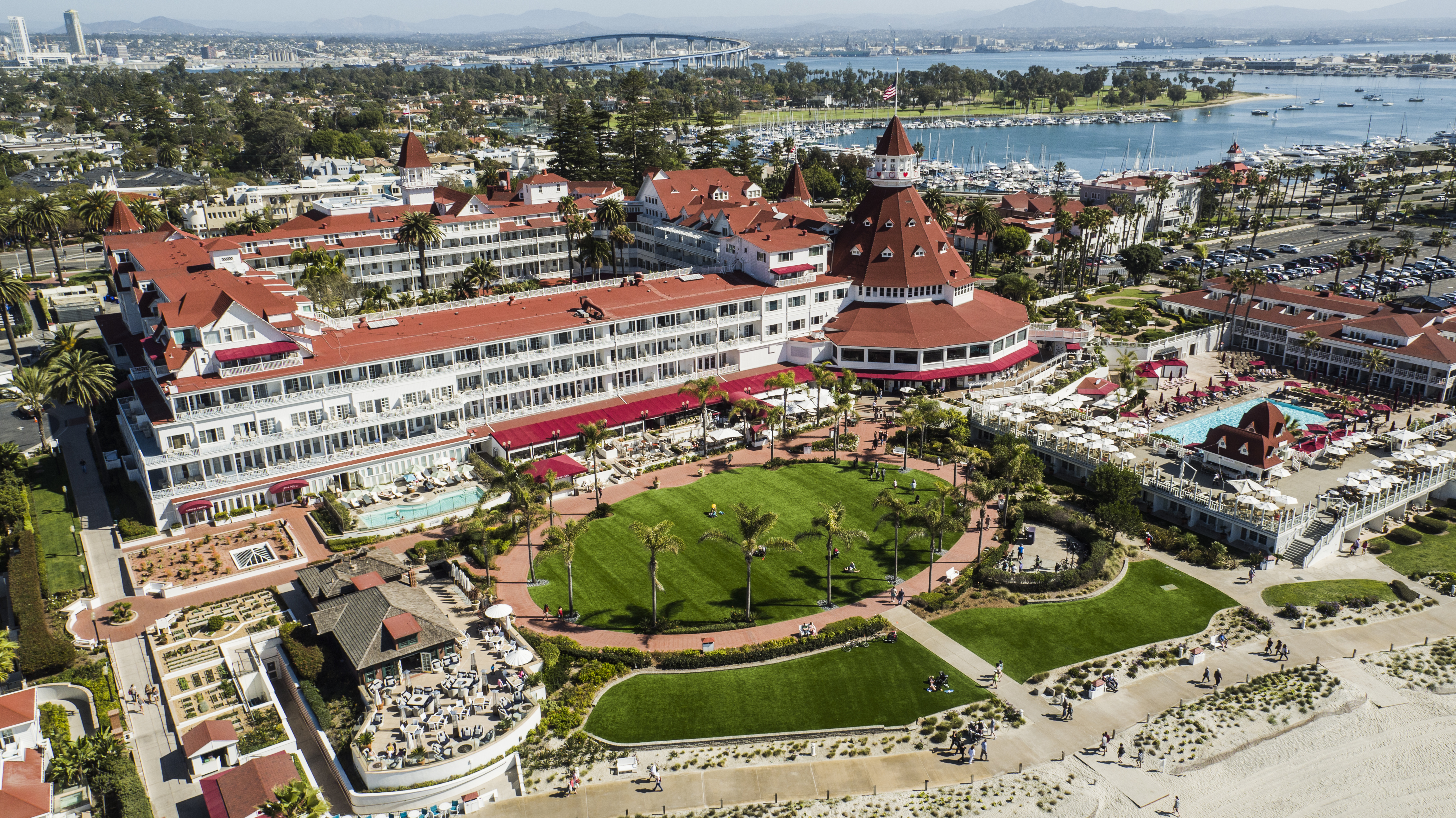
Hotel del Coronado (2016).

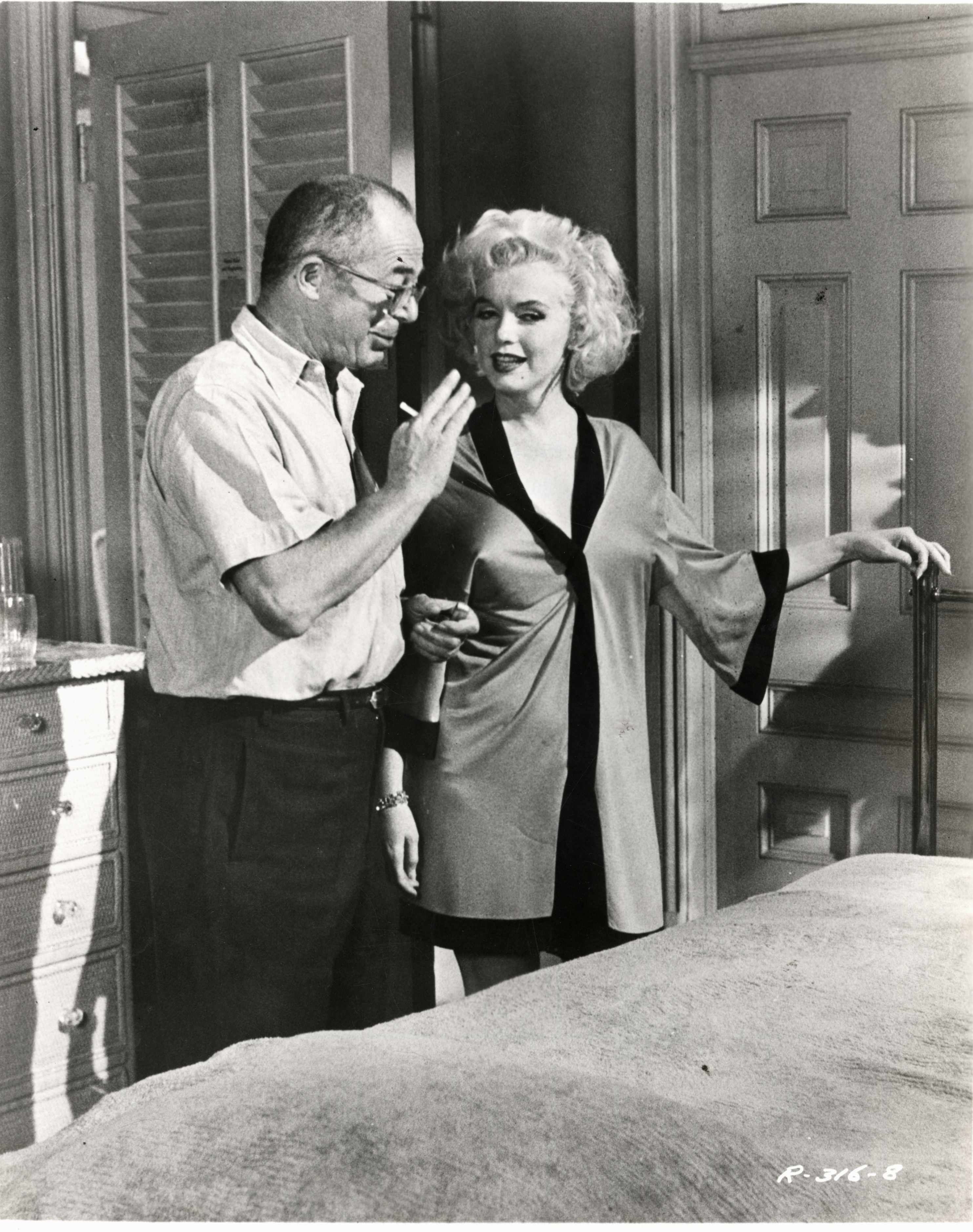
Billy Wilder dá instruções a Marilyn Monroe durante as filmagens de uma cena que levou 47 tomadas.

O filme foi rodado na Califórnia durante o verão e o outono de 1958. Segundo o American Film Institute (AFI), as gravações ocorreram entre o início de agosto e 12 de novembro de 1958, nos estúdios Samuel Goldwyn. Muitas cenas foram filmadas no Hotel del Coronado, em Coronado, Califórnia, que serviu como o fictício "Seminole Ritz Hotel", localizado em Miami na trama. O hotel foi escolhido por combinar com a estética dos anos 1920 e por estar relativamente próximo de Hollywood. A produção ficou a cargo da Mirisch Company, com o produtor Walter Mirisch recrutando diversos membros da equipe de sua base, o estúdio Allied Artists.
Durante as filmagens, Marilyn Monroe enfrentou dificuldades de concentração devido ao vício em remédios, o que resultava em atrasos frequentes e dificuldade para decorar suas falas. De acordo com Tony Curtis, era comum que Monroe precisasse de 35 a 40 tomadas para acertar uma única fala. A icônica frase "It's me, Sugar" precisou de 47 tentativas porque Monroe repetidamente trocava a ordem das palavras, dizendo "Sugar, it's me" ou "It's Sugar, me". Tony Curtis e Jack Lemmon chegaram a fazer apostas sobre quantas tomadas ela precisaria para acertar. Curiosamente, uma cena complicada entre Shell Jr. e Sugar na praia, programada para três dias de gravação, foi finalizada em apenas 20 minutos.
A presença da treinadora de atuação de Monroe, Paula Strasberg, e do marido dela, Arthur Miller, gerou tensões no set, já que ambos tentavam interferir na produção, o que irritava Wilder e a equipe. Em 1959, Wilder comentou sobre a possibilidade de trabalhar novamente com Monroe: "Eu discuti isso com meu médico e meu psiquiatra, e eles disseram que sou muito velho e muito rico para passar por isso novamente". Apesar disso, ele elogiou o desempenho de Monroe, dizendo que ela desempenhou seu papel brilhantemente.
A famosa fala final do filme, "Bem, ninguém é perfeito", tornou-se uma das mais memoráveis do cinema. Inicialmente, era apenas uma frase provisória que Wilder e Diamond planejavam substituir, mas acabou permanecendo. A frase foi eleita a 78ª entre as 100 falas favoritas de filmes de Hollywood pelo The Hollywood Reporter. A lápide de Wilder homenageia a fala com a inscrição: "Eu sou um escritor, mas ninguém é perfeito". Em 2000, o jornal The Guardian classificou a cena final em 10º lugar na lista dos "100 melhores momentos do cinema".

## Elenco
- Marilyn Monroe .... Sugar Kane
- Tony Curtis .... Joe/Josephine
- Jack Lemmon .... Jerry/Daphne
- George Raft .... Spats Colombo
- Pat O'Brien .... Mulligan
- Joe E. Brown .... Osgood Fielding III
- Nehemiah Persoff .... Bonaparte
- Joan Shawlee .... Sweet Sue
- Billy Gray .... Sig Poliakoff
- George E. Stone .... Toothpick Charlie
- Dave Berry .... Beinstock

## Recepção e legado
Quanto Mais Quente Melhor recebeu aclamação universal da crítica e é amplamente considerado um dos melhores filmes de todos os tempos. No agregador de críticas Rotten Tomatoes, o filme tem uma aprovação de 95% com base em 73 críticas, alcançando uma nota média de 9,1/10. O consenso crítico do site descreve o filme como "uma farsa ágil e perspicaz que nunca se arrasta". No Metacritic, o longa obteve uma pontuação média ponderada de 98/100, baseada em 19 críticas, indicando "aclamação universal".
Roger Ebert, do Chicago Sun-Times, elogiou o filme como "um dos tesouros duradouros do cinema, um filme de inspiração e trabalho meticuloso", atribuindo quatro de quatro estrelas e incluindo-o em sua lista de Grandes Filmes. John McCarten, do The New Yorker, chamou-o de "um empreendimento alegre e despreocupado". Richard Roud, do The Guardian, afirmou que o filme era "próximo da perfeição".
Em 1989, Quanto Mais Quente Melhor foi um dos primeiros 25 filmes incluídos no Registro Nacional de Filmes dos Estados Unidos, reconhecido por sua importância cultural, histórica e estética. Em 1998, foi eleito o 7º melhor filme na pesquisa da Time Out sobre os "100 melhores filmes". Em 1999, a Entertainment Weekly o classificou como o 9º maior filme de todos os tempos.
O longa foi eleito o melhor filme de comédia americano pelo American Film Institute (AFI) em sua lista 100 Anos... 100 Gargalhadas, em 2000. Em 2017, liderou uma pesquisa da BBC sobre as melhores comédias de todos os tempos, votada por 253 críticos de cinema de 52 países.
O British Film Institute o incluiu em sua lista dos "50 melhores filmes para crianças até 14 anos", em 2005. Na pesquisa da Sight & Sound de 2022, o filme ficou em 38º lugar na lista dos melhores filmes de todos os tempos, empatando com Janela Indiscreta e Acossado. Em edições anteriores da pesquisa, de 2012 e 2002, esteve consistentemente entre as posições de destaque.
O The Guardian classificou-o como o terceiro melhor filme de comédia de todos os tempos, em 2010. Em 2015, ficou em 30º na lista dos "100 Maiores Filmes Americanos" da BBC, votada por críticos de todo o mundo. Foi incluído na lista "Os 1.000 Melhores Filmes de Todos os Tempos" do The New York Times em 2002  e na lista dos "100 Melhores Filmes de Todos os Tempos" da Time, em 2005.
O filme também foi destacado pela revista francesa Cahiers du Cinéma, ocupando a 52ª posição em sua lista dos "100 Maiores Filmes" de 2008. Em 2018, foi exibido na seção Clássicos de Veneza no 75º Festival Internacional de Cinema de Veneza, reafirmando seu status como uma obra atemporal.

## Principais prêmios e indicações
Oscar 1960 (EUA)
- Venceu na categoria de melhor figurino - preto e branco.
- Recebeu mais cinco indicações, nas categorias de melhor diretor, melhor ator (Jack Lemmon), melhor direção de arte - preto e branco, melhor fotografia - preto e branco e melhor roteiro adaptado.

Globo de Ouro 1960 (EUA)
- Venceu nas categorias de melhor filme - comédia/musical, melhor ator - comédia/musical (Jack Lemmon) e melhor atriz - comédia/musical (Marilyn Monroe).

BAFTA 1960 (Reino Unido)
- Venceu na categoria de melhor ator estrangeiro (Jack Lemmon).
- Indicado na categoria de melhor filme de qualquer origem.